# نوریکوی یاماناکا
نوریکوی یاماناکا (انگلیسی: Noriko Yamanaka؛ زادهٔ ) یک بازیکن تنیس روی میز اهل ژاپن است. 
وی در مسابقات کشوری و بین‌المللی در مجموع برنده ۳ مدال طلا، ۳ مدال نقره، ۳ مدال برنز شده‌است.